# Indigofera masaiensis
Indigofera masaiensis är en ärtväxtart som beskrevs av Jan Bevington Gillett. Indigofera masaiensis ingår i släktet indigosläktet, och familjen ärtväxter. Inga underarter finns listade i Catalogue of Life.